# Phytoecia behen
Phytoecia behen — вид жесткокрылых из семейства усачей.

## Распространение
Распространён в Турции.

## Описание
Жук длиной от 10 до 14 мм. Время лёта в июне.

## Развитие
Жизненный цикл вида длится год. Кормовым растением вида является Centaurea urvillei.